# Villa El Refugio
Villa El Refugio es una localidad ubicada en el distrito Potrerillos, departamento Luján de Cuyo, provincia de Mendoza, Argentina. 
Es la más norteña de las localidades que componen Las Vegas, ubicándose 2 km al norte del centro de la misma, sobre la Ruta Provincial 89 que sirve de acceso al valle y surcada por el arroyo Las Mulas.